# اسکندر ۵۶۱۵
سیارک ۵۶۱۵ (به انگلیسی: 5615 Iskander، نامگذاری:1983PZ) پنج هزار و ششصد و پانزدهمین سیارک کشف شده‌است که در ۴ اوت ۱۹۸۳ کشف شد.
قدر مطلق سیارک برابر ۱۳٫۸۰ است.